# 八折り判
八折り判（やつおりばん、オクターヴォ、Octavo、8vo、8°）とは、書籍の体裁を示す用語のひとつで、複数ページが印刷された全紙を折って作られる特定の判型を言う。これらの折られたものをまとめることで中本が構成される。八折り判は、16ページが印刷され、3回の折によって8枚の紙葉となる。すなわち、いちいちの紙葉は、もともとの全紙の八分の一のおおきさである。同様に二折り判（フォリオ）や四折り判（クォート）などがよく知られる。八折り判という語は、縦24〜30 cmの「おおきさ」の本を記すのにも用いられることがあり、このときはどのような様態で印刷されたか問題としない。

## 判型
八折り判は、16ページが印刷され、3回の折によって8葉となる。すなわち、いちいちの紙葉は、もともとの全紙の8分の1のおおきさである。
八折り判の制作方法には種々ある。たとえば、書誌学者は八折り判（すなわち、全紙から見て8葉あるもの）として刷られたが、折には4葉しかないものを4葉の八折り判と述べることがある。
八折り判のおおきさというものは、それが刷られた全紙がどれほどの大きさであるのかに依る。全紙の大きさは、地方や時代によって相違がある。16世紀のフランスやイタリアで印刷されたものであれば、現代の廉価版のペーパーバックほどの大きさであり、18世紀のイングランドであればそれよりも大きく、現代のハードカバーの小説ほどになる。
グーテンベルク聖書は、1455年ごろに二折り判（全紙に対して4ページで、一度だけ折る）として刷られた。そのなかの何折かは、ほかの折に組み込まれ、最終的な本となる。
現存最古の八折り判の本は、グーテンベルク聖書と近い1455年用の「トルコ・カレンダー」と呼ばれるもので、おそらくは1454年の暮れに印刷された。1461年以降、八折り判は種々残されている。 大英図書館の揺籃期本短題目録には、およそ28,100もの1501年以前の現存する本やパンフレットなどが記載されているが、そのうち2,850冊が八折り判で、目録全体の10%に及ぶ。
1501年から、ヴェネティアのアルダス・マヌティウスは古典作品を携帯しやすいように八折り判で刊行しはじめた。それらには本文のみが含まれ、註釈は省かれていたが、すぐさま教養ある読者に迎えられた。結果として、アルダスは八折り判の判型と深くかかわっていたことになる。

## 大きさ
19世紀なかば以降、技術の進歩により巨大な紙やロール紙の製造が可能になり、一枚の紙に印刷できるページが多くなった。その結果、実際の判型を推定することが事実上不可能となった。そのような本に対しては、「八折り判」とは単に本の大きさを指し示すのに過ぎない。このばあい、ハードカバーとして最もふつうな縦200〜250 mmの大きさのものをおもに指す。より具体的なおおきさについては、以下のような名前がある：
- Foolscap octavo (6¾" by 4¼") (170 mm x 108 mm)
- Crown octavo (7½" by 5") (190 mm x 126 mm)
- Demy octavo (8¾" by 5⅝") (221 mm x 142 mm)
- Royal octavo (10" by 6¼") (253 mm x 158 mm)